# Palaeomolis buraetica
Palaeomolis buraetica là một loài bướm đêm thuộc phân họ Arctiinae, họ Erebidae.